# Limfòcit T col·laborador

La presentació d'antigen estimula els limfòcits T perquè esdevinguin limfòcits CD8+ citotòxics o limfòcits CD4+ col·laboradors.

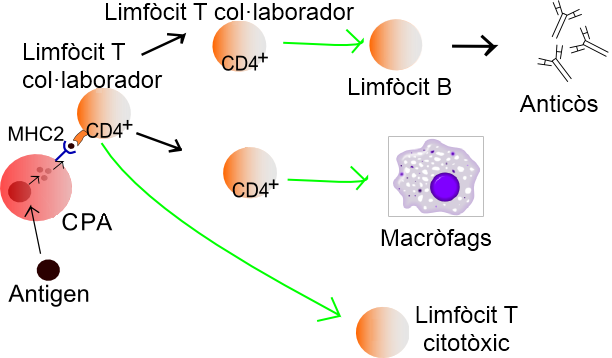
Funcionament dels limfòcits T col·labodors: les cèl·lules presentadores d'antigen (APC) presenten antigen a les seves molècules d'MHC de classe II (MHC2). Els limfòcits T col·laboradors els reconeixen mitjançant l'expressió del coreceptor CD4 (CD4+). L'activació d'un limfòcit T col·laborador en repòs fa que alliberi citocines i altres senyals estimulants (fletxes verdes) que estimulen l'activitat dels macròfags, els limfòcits T citotòxics i els limfòcits B; aquests últims produeixen anticossos.

Els limfòcits T col·laboradors (també coneguts com a limfòcits T efectors o limfòcits Th ) són un subgrup de limfòcits (un tipus de glòbuls blancs o leucòcits) que tenen un paper important a l'hora d'establir i maximitzar les capacitats del sistema immunitari. Són inusuals en què no tenen activitat ni citotòxica ni fagocítica; no poden matar cèl·lules pròpies infectades ni patògens, i sense les altres cèl·lules immunitàries, serien inútils en la lluita contra una infecció. Els limfòcits Th estan implicats en l'activació i direcció d'altres cèl·lules immunitàries, i són especialment importants en el sistema immunitari adaptatiu. Les variants de risc de malaltia autoimmunitària s'enriqueixen a les limfòcits T, especialment les del llinatge CD4+ o col·laboradors.